# Uab Meto jezik
Uab Meto jezik (atoni, “dawan”, meto, orang gunung, “rawan”, timol, timor, “timor dawan”, timoreesch, timoreezen, timorese, uab atoni pah meto, uab pah meto; ISO 639-3: aoz), jedan od 49 timorskih jezika kojim govori 586 000 ljudi (Grimes, Therik, Grimes, and Jacob 1997) na zapadu otoka Timor u Indoneziji.
Postoje mnogi dijalekti: amfoan-fatule’u-amabi (amfoan, amfuang, fatule’u, amabi), amanuban-amanatun (amanuban, amanubang, amanatun), mollo-miomafo (mollo, miomafo), biboki-insana (biboki, insanao) i kusa-manlea (kusa, manlea). Srodan je jeziku amarasi. Pismo: latinica.

## Vanjske poveznice
- Ethnologue (14th)
- Ethnologue (15th)